# كاريان (راس خروبة)
كاريان هو دُوَّار يقع بجماعة سيدي سليمان مول الكيفان، عمالة مكناس، جهة فاس مكناس في المملكة المغربية. ينتمي الدوّار لمشيخة راس خروبة التي تضم 7 دواوير. يقدر عدد سكانه بـ 1450 نسمة حسب الإحصاء الرسمي للسكان والسكنى لسنة 2004.

## روابط خارجية
- البوابة الوطنية للجماعات الترابية نسخة محفوظة 12 مارس 2018 على موقع واي باك مشين.
- المندوبية السامية للتخطيط